# Ralph Kirkpatrick
Ralph Leonard Kirkpatrick (ur. 10 czerwca 1911 w Leominster w stanie Massachusetts, zm. 13 kwietnia 1984 w Guilford w stanie Connecticut) – amerykański klawesynista, klawikordzista, pedagog i pisarz muzyczny.

## Życiorys
W wieku 6 lat rozpoczął naukę gry na fortepianie. Studiował na Uniwersytecie Harvarda, w trakcie studiów zainteresował się muzyką klawesynową. Dzięki uzyskanemu w 1931 roku stypendium wyjechał do Paryża, gdzie kształcił się u Nadii Boulanger (teoria) i Wandy Landowskiej (klawesyn). W 1932 roku był uczestnikiem kursu wakacyjnego Arnolda Dolmetscha w Haslemere. W latach 1933–1934 wykładał w Mozarteum w Salzburgu. W 1937 roku otrzymał stypendium Fundacji Pamięci Johna Simona Guggenheima. Od 1940 roku wykładał na Uniwersytecie Yale. W 1946 roku po raz pierwszy zagrał na klawikordzie przed słuchaczami nowojorskiego radia. Od 1964 roku był również wykładowcą Uniwersytetu Kalifornijskiego w Berkeley. W 1963 roku został członkiem Amerykańskiej Akademii Sztuk i Nauk.

## Twórczość
Był cenionym wykonawcą utworów klawesynowych, zwłaszcza dzieł Domenico Scarlattiego i J.S. Bacha. Jako solista zadebiutował w 1930 roku, później występował w Stanach Zjednoczonych, od 1933 roku występował również w Europie. Dla wytwórni Columbia Records dokonał nagrania płytowego zbioru Sixty Sonatas Domenico Scarlattiego i był znawcą twórczości tego kompozytora, w 1953 roku opublikował monografię D. Scarlatii, opracował też katalog jego sonat.